# Procopius granulosus helluo
Procopius granulosus là một phân loài nhện trong họ Corinnidae.
Loài này thuộc chi Procopius. Procopius granulosus helluo được Eugène Simon miêu tả năm 1910.